# 수갑구

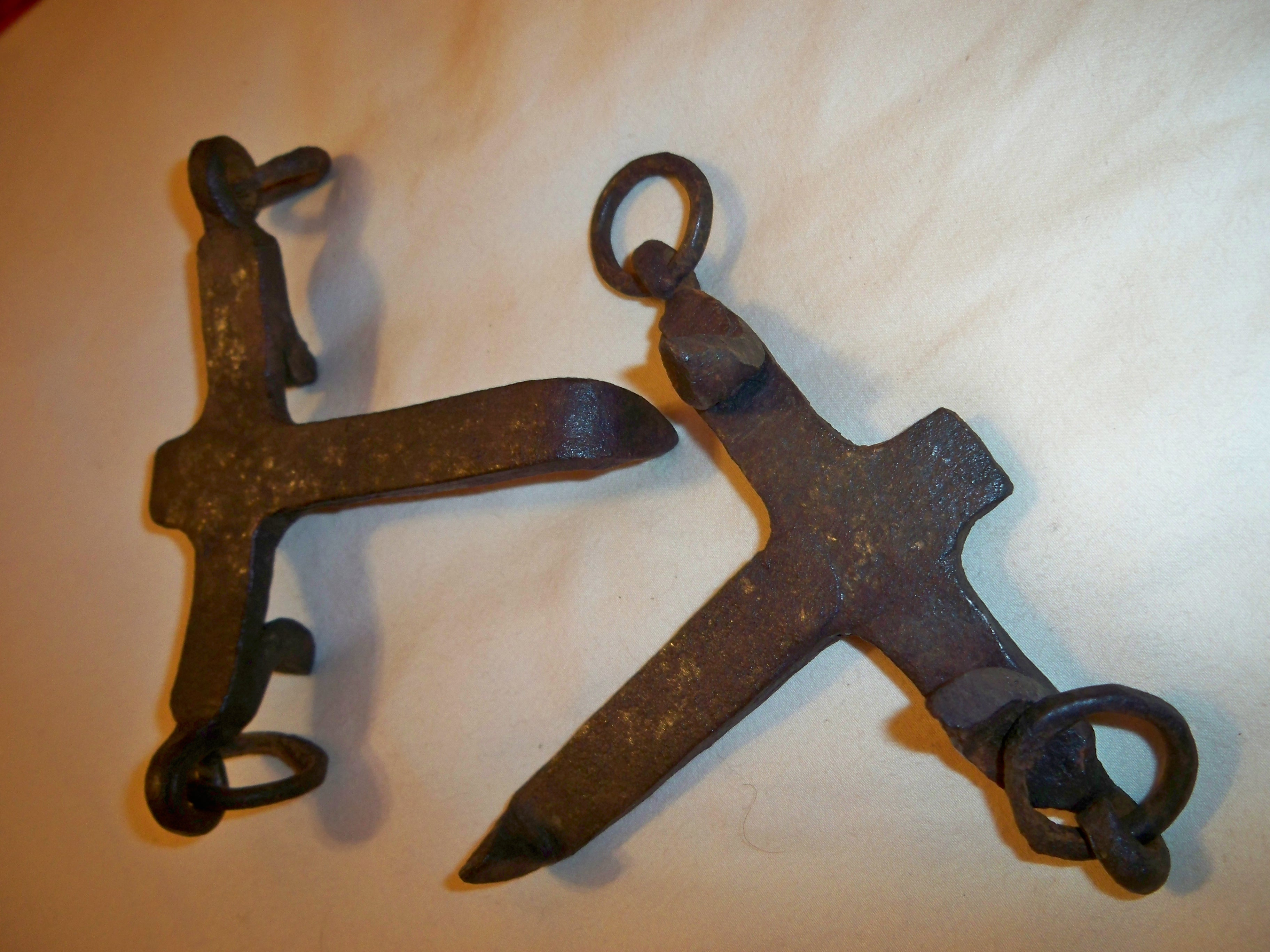

수갑구(일본어: 手甲鉤 てっこうかぎ[*])는 일본의 무기 중 하나이다. 갈퀴 같은 것으로, 손등에 장착하는 것과 손바닥에 장착하는 것이 있다. 갈퀴 "발톱"으로 적을 공격하거나 적의 공격을 받아내 방어한다. 무기로 사용되지 않을 때는 나무를 찍어오르거나, 단단한 흙을 파거나, 흙벽에 구멍을 내는 등 잡기용 공구로도 사용되었다.